# 田長霖
田長霖，大紫荊勳賢（1935年7月24日—2002年10月29日），男，湖北黄陂人，熱物理科學家，中華民國中央研究院院士，加州大學柏克萊分校第七任校長（1990年－1997年），也是美國柏克萊加州大學第一個亞裔校長，中國科學院首批外籍院士，香港創新科技委員會首位主席。與太太劉棣華育有一子二女。

## 生平
田長霖出生於中國湖北省黄陂縣，其父亲为战后曾在上海市长吴国桢手下担任财政局长的田永谦。1937年蘆溝橋事變發生後，随其家人逃難至上海法國租界。
1949年徐蚌會戰開打後，田長霖隨一部分家人疏散到柳州，並在當地就讀高中。同年四月輾轉隨家人移居臺灣，7月進入建國中學就讀。1949年臺灣，並先後就讀於建國中學以及國立臺灣大學機械工程學系。1951年建中畢業，考取臺大。1955年臺大畢業，高考「機械工程科」優等第一名。
1956年於陸軍官校「預備軍官訓練班」第四期畢業後，即飛往美國肯塔基州讀書，1957年取得肯塔基州路易斯維爾大學機械工程碩士學位。1959年在普林斯頓大學取得文學碩士以及機械工程博士。同年七月與劉棣華女士結婚。

## 科研事業
1960年任柏克萊加大機械工程系助理教授（1960-1964）。1964年任柏克萊加大機械工程系副教授（1964-1968）。1968年任柏克萊加大機械工程系教授。1969年任柏克萊加大熱系統工程系主任（1969-1972）。1983年任柏克萊加大研究副校長（1983-1985）。1987年柏克萊加大馬丁柏林講座教授。1990年任命為柏克萊加大第七任校長（1990-1997）。1997年辭去柏克萊加大校長。
1998年接受香港特首委任為創新科技委員會主席。
2002年10月29日病逝於加州红木城，享年67歲。

## 家庭
長子田之楠。2012年4月12日，香港大學委任田之楠由2012年6月起出任工程學院院長，接替譚國煥教授，為期五年。

## 奖项和榮譽

### 奖项
- 1961年获得柏克莱加州大学“最年轻教授奖”
- 1962年 獲得加大「傑出教授獎」

### 荣誉
1975年当选为美國國家工程學院院士。曾任、美国文理学院院士
- 1988年榮獲中華民國中央研究院第17屆（數理科學組）院士頭銜[2]。
- 1965年榮膺古根漢學者（Guggenheim Fellow）
- 1976年當選美國工程科學院院士
- 1988年任爾灣加大執行副校長、傑出教授（1988-1990）、獲選中華民國第十七屆中研院院士
- 1989年香港學者協會選出為傑出華裔學者
- 1993年當選中國科學院外籍院士
- 1999年紫金山天文台將編號3643的小行星命名為「田長霖星」，以表彰田長霖對教育以及社會的貢獻。
- 香港特別行政區政府授予大紫荊勳章，以表彰他積極促進香港創新及科技發展。[3]

## 社会兼职
美国国家基金会（NSF）理事会成员、总统科学顾问。

## 遺產

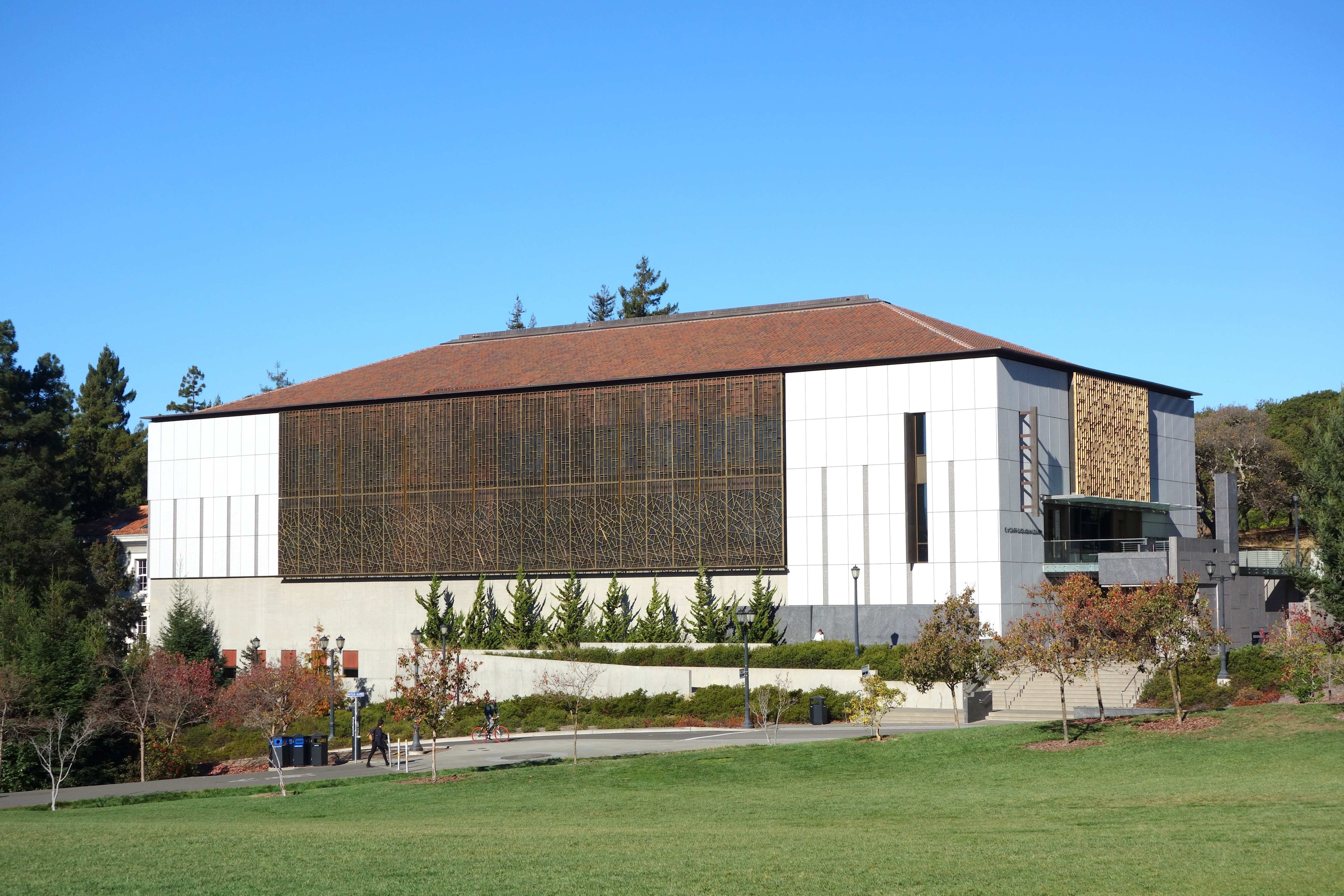
“田長霖東亞研究中心”位於加州大學伯克利分校C.V. Starr東亞圖書館 (2013)

- 1978年由中國紫金山天文台發現的小行星“田長霖星”（原#3643）於1999年正式以前校長的名字命名.[4][5]。
- 油輪 M/T Chang-Lin Tien 於 2000 年為雪佛龍公司命名[6]。  它在 2003 年被出售給 Space Shipping 後更名為 M/T Regulus Voyager，然後在 2014 年被出售給 Maran Tankers 後更名為 M/T Maran Regulus。[7]
- 加州大學伯克利分校“田長霖東亞研究中心”(Tien Center for East Asian Studies)於2008年成立[8]。
- 亞太基金的田長林獎。

## 外部連結
1. ↑  .   [2017-02-10]. （原始内容存档于2017-02-11）.
2. ↑  田長霖 逝世院士一覽表 （页面存档备份，存于） 中央研究院
3. ↑  . 文匯報. 2002-06-30  [2020-10-18]. （原始内容存档于2020-10-20）.
4. ↑  . Berkeleyan. November 3, 1999  [6 May 2020]. （原始内容存档于2022-11-02）.
5. ↑  . JPL Small-Body Database Browser. Jet Propulsion Laboratory, California Institute of Technology.   [6 May 2020]. （原始内容存档于2021-07-17）.
6. ↑  . Berkeleyan. February 2, 2000  [6 May 2020]. （原始内容存档于2022-10-28）.
7. ↑  . Auke Visser's International Super Tankers.   [6 May 2020]. （原始内容存档于2023-05-06）.
8. ↑  . berkeleyheritage.com.   [2018-03-03]. （原始内容存档于2023-05-06）.